# جاموبیگ حاجینسکی
جاموبیگ حاجینسکی (ترکی آذربایجانی: Camo bəy Hacınski Süleyman oğlu) روزنامه‌نگار و سیاست‌مدار آذربایجانی بود. او مسئولیت وزارت مالیات و نیز وزارت ارتباطات در کابینه‌های یکم، چهارم و پنجم جمهوری دمکراتیک آذربایجان را به عهده داشت.

## زندگی‌نامه
جاموبیگ حاجینسکی در ژوئن سال ۱۸۸۸، در شهرستان قوبا زاده شد. در سال ۱۹۱۲، از رشته حقوق دانشگاه دولتی سن پترزبورگ داتش آموخته شد. پس از آنکه به آذربایجان بازگشت، عضو فراکسیون مسلمانان شورای قفقاز جنوبی شد. او یکی از چهره‌هایی بود، که نقش قابل توجهی در توسعه هنر آذربایجانی داشتند. جاموبیگ همراه با فامیل نزدیکش، «محمدحسن حاجینسکی»، از امضاکنندگان اعلامیه استقلال جمهوری دمکراتیک آذربایجان بود. جاموبیگ حاجینسکی عضو «ائتلاف سوسیالیستی اسلامی» بود. زمانی که «جمهوری ماورای قفقاز» منحل شد، جاموبیگ به هیئت رئیسه شورای ملی آذربایجان انتخاب شد، نهادی دولتی که چندی پس جمهوری دمکراتیک آذربایجان مستقل را تأسیس نمود.
بعد از پیدایش جمهوری دمکراتیک آذربایجان در تاریخ ۲۸ ماه مه سال ۱۹۱۸، به زمامداری وزارت مالیت در نخستین کابینه تازه‌تاسیس دولت فتحعلی‌خان خویسکی، و نیز وزارت حمل و نقل، سرویس پستی و تلگراف در دولت‌های چهارم و پنجم نصیب بیگ یوسف بیگلی رسید.

## سال‌های بعدی
پس از تسخیر و سقوط جمهوری دمکراتیک آذربایجان به دست بلشویک‌ها در ۲۸ آوریل سال ۱۹۲۰، جاموبیگ حاجینسکی تا بازداشتش به دستور مقامات شوروی در سال ۱۹۲۲، در زمینه آموزش و پرورش اشتغال یافت. او بعد از تحمل ۳ سال زندان، به اردوگاه محکومان واقع در جزایر سولووتسکی شوروی تبعید گردید. با وجود اینکه در سال ۱۹۲۸ آزاد شده و به باکو بازگشت، در سال ۱۹۳۸ مجدداً بازداشت و به اردوگاه محکومین واقع به استان کیروف شوروی تبعید شد، که در سال ۱۹۴۲ درگذشت. در سال ۱۹۵۶، ۱۴ سال بعد از درگذشتش، ثابت شد که، جاموبیگ حاجینسکی مرتکب هیچ جرمی نشده بود.